# Alto Teles Pires
Alto Teles Pires is een van de 22 microregio's van de Braziliaanse deelstaat Mato Grosso. Zij ligt in de mesoregio Norte Mato-Grossense en grenst aan de mesoregio Centro-Sul Mato-Grossense in het zuiden en de microregio's Parecis in het zuidwesten, Arinos in het westen en noordwesten, Sinop in het noorden en Paranatinga in het oosten. De microregio heeft een oppervlakte van ca. 54.043 km². Midden 2004 werd het inwoneraantal geschat op 120.677.
Negen gemeenten behoren tot deze microregio:
- Ipiranga do Norte
- Itanhangá
- Lucas do Rio Verde
- Nobres
- Nova Ubiratã
- Nova Mutum
- Santa Rita do Trivelato
- Sorriso
- Tapurah

Mesoregio's: Centro-Sul Mato-Grossense · Nordeste Mato-Grossense · Norte Mato-Grossense · Sudeste Mato-Grossense · Sudoeste Mato-Grossense

Microregio's: Alta Floresta · Alto Araguaia · Alto Guaporé · Alto Pantanal · Alto Paraguai · Alto Teles Pires · Arinos · Aripuanã · Canarana · Colíder · Cuiabá · Jauru · Médio Araguaia · Norte Araguaia · Paranatinga · Parecis · Primavera do Leste · Rondonópolis · Rosário Oeste · Sinop · Tangará da Serra · Tesouro